# おまたせ一慶まっぴるま!
おまたせ一慶まっぴるま!（おまたせいっけいまっぴるま）はTBSラジオで放送されていたラジオ番組。
1992年4月6日にスタート。パーソナリティの小島一慶は、1982年4月まで放送されていた『小島一慶の耳コミランチタイムぴぃぷる』以来、10年ぶりに平日12時台のラジオ番組担当となった。当時、小島はテレビ、ラジオの出演からは遠ざかっていたが、ラジオパーソナリティを務めるのは2年ぶりだったという。
1995年10月9日からは『今日も!一慶まっぴるま』と改題し、1996年4月5日で放送終了した。その後の平日12時台は、『大沢悠里のゆうゆうワイド』の一部となった。

## 出演者
- 小島一慶
- コメンテーター（『今日も!一慶まっぴるま』になってからの出演）
  - 青柳秀侑（月曜）
  - 近藤勝重（火曜）
  - 天野祐吉（金曜）

## 放送時間
- 毎週月曜日〜金曜日 12:00－13:00

## タイムテーブル
- 特集コーナー（世の中の噂を検証し、真相に迫るというコンセプトのコーナー）

- 番組開始当初（1992年4月）
  - TBSニュース
  - 列島リポート'92（12:10）
  - 気象現況/東京23区だより・多摩だより/交通情報1（12:20）
  - 巷でうわさ/読売経済気象現況
  - 日替わりコーナー

月曜 - ラジオ歳時記/火曜 - ヘルシー･トーク/水曜 - 日本全国ふれあい旅館/木曜 - くらしの話題/金曜 - ことばのニューフェイス
  - クイズDEレース/交通情報2

- 1994年4月当時
  - TBSニュース
  - 一慶・世の中みじん斬り
  - 生活お天気情報・世間掲示板（12:20）
  - 一慶まっぴるまの目 読売ランチボックス

月曜 - ファッション専科／火曜 - 箱根町レジャーガイド／水曜 - 加藤綱男・味な小咄／木曜 - くらしの話題／金曜 - すまいの一口メモ
  - 列島レポート(12：45)提供鹿島建設
  - 一慶の世相入門・ウワサを訪ねて三千里
  - 交通情報

- 『今日も!一慶まっぴるま』時代
  - TBSニュース
  - 日替わりコーナー1（12:10）

月曜 - まっぴるま中継/火曜 - スポーツ新聞ナナメ読み/水曜 - 青柳秀侑・三十路の聞きかじり/木曜 - ラジオどってん解明（第1部）/金曜 - 天野祐吉ここがかんじん帳（第1部）
  - 天気予報/交通情報1（12:20）
  - 日替わりコーナー2（12:30）

月曜 - マガジンレビュー・ウイークリー/火曜 - ファッション専科/水曜 - 味な小咄/木曜 - くらしの話題/金曜 - すまいの一口メモ
  - 日替わりコーナー3（12:35）

月曜 - 月曜ドンパン/火曜 - 近藤勝重のそなけどなぁ～/水曜 - まっぴるま快調トーク/木曜 - ラジオどってん解明（第2部）/金曜 - 天野祐吉ここがかんじん帳（第2部）
  - ネスカフェゴールドプレンドお店でダバダ/交通情報2（12:50）